# Kyle Weems
Kyle Weems (* 23. August 1989) ist ein US-amerikanischer Basketballspieler.

## Laufbahn
Der 100 kg schwere Forward lief fünf Jahre für die Missouri State University auf und wurde dort 2010/2011 zum Spieler des Jahres der Missouri State Conference der NCAA ausgezeichnet. In seinem Abschlussjahr 2011/2012 kam Weems auf 15,6 Punkte und 7,2 Rebounds pro Spiel. Er schloss an der Hochschule ein Studium mit einem Diplom im Fach Hotel- und Gastwirtschaft ab. Die Sommerpause 2012 verbrachte er in der NBA Summer League und lief dort für die Toronto Raptors auf.
Nachdem er keinen Vertrag für die NBA angeboten bekommen hatte, entschloss sich Weems zu einem Wechsel nach Europa und erhielt einen Vertrag über ein Jahr beim deutschen Bundesligisten Telekom Baskets Bonn. Bei den Rheinländern wurde Weems Leistungsträger bester Korbschütze der Mannschaft. Nach Ablauf der Saison kehrte Weems in die USA zurück, um erneut einen Versuch zu unternehmen, einen Vertrag in der NB zu erhalten. Ebenso wie 2012 lief Weems auch 2013 in der NBA Summer League auf, diesmal für die Atlanta Hawks. Doch auch 2013 reichte es nicht für einen Vertrag. Weems kehrte daraufhin nach Deutschland zurück und schloss sich dem Bundesligisten Medi Bayreuth für die Spielzeit 2013/2014 an.
Zur Spielzeit 2014/2015 verließ Weems Deutschland und schloss sich dem französischen Erstligisten JSF Nanterre an. Mit Nanterre errang er 2015 den Sieg im europäischen Wettbewerb EuroChallenge. Nach einer Saison wechselte Weems innerhalb Frankreichs zu Strasbourg IG.
Nach Stationen in der Türkei kam er 2019 zum italienischen Spitzenverein Virtus Bologna. 2021 gewann er mit Bologna die italienische Meisterschaft und 2022 den EuroCup.

## Erfolge
- Spieler des Jahres der Missouri Valley Conference 2010/2011
- Italienischer Meister 2021
- EuroChallenge-Sieger 2015
- EuroCup-Sieger 2022